# Basisgemeinde
Basisgemeinde ist der gebräuchliche deutsche Begriff für christliche, meist katholische Gruppen oder Gemeinschaften, die sich vor allem seit den fünfziger Jahren in Lateinamerika gebildet haben. Auf Spanisch heißen sie comunidad eclesial de base, zu Deutsch: kirchliche Basisgemeinschaft. 

## Geschichte
Das Zweite Vatikanische Konzil (1962–1965) und die II. Generalversammlung des Lateinamerikanischen Episkopats in Medellín (1968) unterstützten die Selbstorganisation der Laien in der katholischen Kirche. Aus diesem Grund – und parallel zur Entwicklung der Theologie der Befreiung – entstanden in den sechziger, siebziger und bis in die achtziger Jahre des 20. Jahrhunderts in vielen Ländern Lateinamerikas Basisgemeinden, vor allem in den wirtschaftlichen Randgebieten und unter den Armen. Sie entwickelten teilweise ein starkes politisches Bewusstsein, vor allem in Brasilien und in Nicaragua, wo die Revolution (1979) über einen starken Rückhalt in den Basisgemeinden verfügte. Seit den 1990er Jahren entwickeln sich die Basisgemeinden mit verschiedenen Schwerpunkten: aus afroamerikanischer, feministischer, ökologischer oder indianischer Perspektive.

## Weltweite Bedeutung
Die lateinamerikanischen Basisgemeinden fanden großes Interesse und auch Nachahmerinnen in Europa und Nordamerika. In Afrika und Asien entwickelten sich gleichzeitig ähnliche Strukturen in der katholischen Kirche – dort meist unter dem Namen Small Christian Communities – Kleine Christliche Gemeinschaften. Seit Anfang der 2000er Jahre finden zahlreiche Prozesse der Vernetzung und Zusammenarbeit zwischen den verschiedenen kontinentalen Strömungen statt.
In Europa bildeten sich vor allem in Spanien, Italien und den Niederlanden Basisgemeindenbewegungen. Auch in Deutschland gab es einige Versuche. Von Seiten der Befreiungstheologie wurde verschiedentlich kritisiert, dass die deutsche Rezeption des Basisgemeindenkonzepts häufig den politischen Inhalt des lateinamerikanischen Vorbilds ignoriere und in den Basisgemeinden lediglich ein neues ekklesiologisches Paradigma sehe, sie also als rein kirchliche Entwicklung interpretiere.
Die praktischen Theologen Norbert Mette und Hermann Steinkamp entwickelten ihr Konzept der Sozialpastoral u. a. anhand einer kritisch-solidarischen Auseinandersetzung mit den Basisgemeinden und ihrer Rezeption in Deutschland.